# 張武
張 武（ちょう ぶ、? - 1403年）は、明代の軍人。本貫は潭州瀏陽県。

## 生涯
度量が広く勇気と力量があり、経書と史書を渉猟した。燕山右護衛百戸となった。1399年（建文元年）、靖難の変が起こると、燕王朱棣の起兵に従った。薊州を攻め落とし、雄県を奪取し、月漾橋で戦い、勝利に乗じて莫亭を突いた。諸将とともに耿炳文を真定で破った。1401年（建文3年）の夾河の戦いでは、壮士を率いて先鋒となり、敵陣を攻撃して偽って敗走した。建文帝側の軍に追われたが、張武は引き返して戦い、敵軍を潰走させた。西水寨を攻め、前軍が夜間に道に迷って、建文帝側の軍が追ってきた。張武は要路に兵を伏せ、これを迎撃した。1402年（建文4年）の小河の戦いで陳文が陣没すると、張武は決死の士を率いて林間から突出し、騎兵と合流して、建文帝側の軍を破った。累進して都督同知に任じられた。永楽帝（朱棣）が即位すると、功を論じられて成陽侯に封じられ、1500石の禄を賜り、位は朱能に次いだ。このとき陳珪・鄭亨・孟善・火真・顧成・王忠・王聡・徐忠・張信・李遠・郭亮・房寛ら13人とともに侯となったが、張武がその筆頭とされた。北平に帰って守備した。1403年（永楽元年）10月、死去した。潞国公に追封された。諡は忠毅といった。後嗣となる男子はなかった。